# Glycacaridae
Glycacaridae é uma família de ácaros pertencentes à ordem Sarcoptiformes.
Género:
- Glycacarus Griffiths, 1977